# 8794 Joepatterson
8794 Joepatterson eller 1981 EA7 är en asteroid i huvudbältet som upptäcktes den 6 mars 1981 av den amerikanska astronomen Schelte J. Bus vid Siding Spring-observatoriet. Den är uppkallad efter Joseph Otis Patterson III.